# Vogelbescherming Nederland
Vogelbescherming Nederland is een Nederlandse natuurbeschermingsorganisatie die zich inzet voor in het wild levende vogels en hun leefgebied. Vogelbescherming Nederland vormt een vereniging met circa 150.000 leden, een professionele staf  en ruim 450 actieve vaste vrijwilligers. 
Sinds 1994 is Vogelbescherming Nederland partner van BirdLife International, de organisatie die wereldwijd opkomt voor vogels en hun leefgebieden.
Vogelbescherming Nederland richt zich op het opzetten van beschermingsprojecten, samenwerking met relevante partijen, voorlichting en educatie, juridische bescherming en politieke lobby.
Vogelbescherming Nederland geeft twee bladen uit. Het tijdschrift Vogels is het algemene ledenblad en komt vijf keer per jaar uit. Voor jeugdleden is er Vogels Junior dat eveneens vijf keer per jaar verschijnt.

## Geschiedenis
Aanleiding tot de oprichting van de 'Vereeniging tot Bescherming van Vogels' (later Vogelbescherming Nederland) in 1899 was de verontwaardiging over het gebruik van vogels en hun veren als versiering op dameshoeden. In 1892 was daarvoor al de  Bond ter Bestrijding eener Gruwelmode opgericht, in feite de voorloper van de Vogelbescherming. Cécile de Jong van Beek en Donk en haar zuster Elisabeth de Jong van Beek en Donk speelden hierbij een hoodrol. De organisatie kan als voorloper gezien worden van de 'Vereeniging tot Bescherming van Vogels' met als ere-presidente Cécile de Jong van Beek en Donk. De vogelbescherming was de eerste nationale natuurbeschermingsvereniging van Nederland. Een belangrijke rol speelde de latere voorzitter van Vereniging Natuurmonumenten, Pieter van Tienhoven. Al snel richtte de vereniging zich ook op andere onderwerpen, zoals de jacht, landbouw en de waarde van vogels in de natuur. 
In de loop van de decennia verschoof de nadruk van het voorkomen van het doden van individuele vogels, naar het beschermen van leefgebieden.
Uitgangspunt is tegenwoordig dat de kwaliteit van leefgebieden voor vogels samenhangt met de kwaliteit van deze gebieden voor mensen. Vogels zijn een indicator voor een goed milieu en een prettige leefomgeving.

## Activiteiten
Vogelbescherming Nederland werkt onder meer samen met andere natuurbeschermingsorganisaties, overheden, bedrijven en vogelwerkgroepen om natuurbeschermings- en natuurherstelprojecten te ontwikkelen en uit te voeren. In 2013 is bijvoorbeeld een 'Gedragscode Waterrecreatie IJsselmeergebied' opgesteld, ten behoeve van het Beheerplan Natura 2000. Daarnaast spant de vereniging zich in voor het tot stand komen en naleven van regels over vogelbescherming. Leidraad hierbij vormen de Rode Lijst van bedreigde en kwetsbare vogelsoorten en de lijst van Belangrijke Vogelgebieden. In de loop van de jaren heeft de vereniging zich met verschillende projecten actief ingezet voor natuurbehoud en -herstel, onder meer gericht op de terugkeer van de ooievaar, ijsvogel, lepelaar en kerkuil in het Nederlandse landschap. 
De vereniging organiseert educatieve activiteiten en projecten voor de jeugd en andere belangstellenden. Daarnaast gaat Vogelbescherming Nederland in overleg met- en geeft ze voorlichting aan beroepsgroepen die kunnen bijdragen aan een verbetering van het leefgebied van vogels, zoals boeren, recreatieorganisaties en bouwondernemers.
Sinds enige tijd ontwikkelt Vogelbescherming Nederland jaarlijkse activiteiten die nadrukkelijk op een groter publiek zijn gericht, zoals Beleef de Lente (Junior) waarbij iedereen in het broedseizoen via webcams mee kan kijken in of bij de nestkasten van verschillende vogelsoorten, de Nationale Tuinvogeltelling, waarbij iedereen gedurende een bepaald weekend in de eigen tuin vogels kan tellen en laten registreren en de Nationale Vogelweek, waarin men excursies organiseert.

## Voetnoot
1. ↑  In Vlaanderen doet Natuurpunt iets gelijkaardigs.